# Pierre Bayle
Pierre Bayle, francoski filozof in literat, zagovornik skepticizma * 18. november 1647, Carla-le-Comte (danes Carla-Bayle), Francija, † 28. december 1706, Rotterdam, Republika Nizozemska.
Pierre Bayle je pripadal francoskim kalvinistom (hugenotom), vendar je bil precej svobodomisele in zato na udaru tako katolikov kot sovernikov. Je avtor enciklopedične knjige Historično kritični slovar (Dictionnaire historique et critique).

## Biografija
Pierre Bayle se je rodil 18. novembra 1647 v kraju Carla-le-Comte (danes Carla-Bayle)v Franciji. Bil je sin francoskega kalvinističnega duhovnika in tudi vzgojen je bil v kalvinista oziroma hugenota. Doma ga je šolal oče, kjer se je šolal do svojega 21. leta, ko je odšel v svet.
Bayle je leta 1669 šolanje nadaljeval na Jezuitski univerzi v mestu Toulouse v južni Franciji in se že po enem mesecu šolanja med jezuiti, spreobrnil v rimokatolika. Le sedemnajst mesecev kasneje, se je po dopolnitvi svojih del spreobrnil nazaj v kalvinizem in prebežal v Ženevo.
V Ženevi je študiral teologijo in se seznanil s filozofijo Renéja Descartesa. Kmalu je spet prebežal v Pariz pod krinko. V Parizu in Rouenu je kar nekaj časa pod imenom 'Bêle' delal kot zasebni učitelj spreobrnjenim družinam, leta 1675 pa je po opravljenih izpitih dobil delo profesorja filozofije na protestantski Akademiji v Sedanu. Tik preden je vlada v procesu zatiranja protestantizma leta 1681 Akademijo zaprla, je Bayle zbežal v Rotterdam na Nizozemsko.   
V Rotterdamu je Bayle nadaljeval delo kot profesor filozofije in zgodovine na akademiji École Illustre, kjer je poučeval do leta 1693, ko je izgubil službo, ki je predstavljala posledico notranjega spora, v katerega se je zapletel. 
Bayle se je po izgubi službe posvetil pisanju del, od katerih jih je veliko izdal v Rotterdamu, kjer je tudi ostal do smrti leta 1706.

## Skepticizem
Pierre Bayle se uvršča med skeptike, čeprav ne spada v skeptike pironizma (po starogrškem filozofu Pironu), ki zagovarjajo opustitev prepričanja, saj Bayle v svojih delih izraža veliko prepričanj. Ne identificirajo ga niti z verskim skepticizmom, pa vendar nekateri njegovi argumenti o številnih temah nakazujejo na ateizem. Zato ga še najbolje identificiramo kot akademskega skeptika v duhu predhodnika Michela de Montaigneja, saj akademski skepticizem definirajo vrline intelektualne integritete-spoštovanje zaznane resnice, ne samo v lastnih poročanjih, temveč tudi s pogleda drugih. Ta vrlina lahko pojasni tudi zakaj se v Baylejevih delih pojavi toliko različnih in konkurenčnih pogledov, ki so nekoliko skrivnostna.

## Historično kritični slovar(Dictionnaire Historique et Critique)
Historično kritični slovar je biografski slovar oziroma enciklopedija, ki ga je napisal Pierre Bayle, ki je bil hugenot.
Slovar je prvič izšel leta 1697, druga, razširjena izdaja pa je izšla leta 1702. Leta 1709, je izšel prvi angleški prevod Historično kritičnega slovarja. Velika večina rešitev v njem je namenjena posameznikom, najsi bo to zgodovinskih ali mitičnih, vendar nekaj člankov obravnava verska prepričanja in filozofije. Navaja argumente za versko strpnost. Bayle je zavrnil uporabo svetih spisov kot opravičilo za prisilo in nasilje cerkve. Verske strpnosti ni videl kot grožnjo državi, ampak kot nadzor.

## Tematika strpnosti
Večina Baylovih člankov se ukvarja s tematiko strpnosti. Toleranca v smislu verske tolerance, lahko pa bi jo razširili na politično in druge oblike strpnosti. Vprašanje je, ali je potrebno prepričanje nekoga, ki ni v skladu z našim prepričanjem spremeniti. Baylovo mnenje je, da tako dejanje nikoli ni upravičeno. Baylovi argumenti za strpnost pa niso zelo prepričljivi. Njegov argument je, da če bi imela prava cerkev pravico preganjati krivoverce, bi to imela katera koli cerkev, kar bi pomenilo, da bi lahko krivoverska cerkev preganjala prave vernike. Predpostavka argumenta je, da samo če cerkev verjame da je prava cerkev, potem je upravičena do preganjanja drugih, drugače bi se odpovedala poziciji in iskala tisto, kar potrebuje, da postane prava cerkev. Ampak če je to prepričanje upravičilo pravo cerkev, potem bi upravičilo vsako cerkev, ki ima enako prepričanje. 
Samo če cerkev verjame, da je prava cerkev je v položaju, da izvaja svojo domnevno pravico da preganja. Toda to ne pomeni, da je to prepričanje samo po sebi opravičuje preganjanje. Če ima heretik dolžnost, da deluje v skladu z vestjo, potem ima pravico da to stori, ampak če ima pravico, da to stori, potem ima vsak dolžnost, da ga ne moti. Posameznikova vest je samostojna in bi jo morali tolerirati.

## Problematika zla
Če je popolnoma dober in vsemogočni Bog sam ustvaril vse v vesolju, zakaj torej potem sploh obstajajo bolečina, moralna pokvarjenost in toliko različic nepopolnosti? S tem vprašanjem se je ukvarjal Bayle. Njegovo razmišljanje je vidno že v njegovem delu Filozofska smer (1675-77), v katerem razpravlja, da nobena razpoložljiva pripoved Boga vzročne zveze do greha in trpljenja ne odgovori na vprašanje. 
Bayle je menil, da:
1.	Nas naravna svetloba in razkritje jasno naučita, da obstaja le eno načelo vseh stvari, in da je le to načelo neskončno popolno. 
2.	Način pobotanja moralnega in fizičnega zla človeštva z vsemi lastnostmi tega enega samega, neskončno popolnega načela vseh stvari, presega naše filozofsko razsvetljenje, kakršno je, da nas manihejski pomisleki pustijo s težavami, ki jih človeška razlaganja ne zmorejo rešiti;
3.	Kljub temu, pa je nujno čvrsto verjeti, v kar naravna luč in razkritje učita o enotnosti in neskončni popolnosti Boga, tako kot verjeti z upanjem in podreditvijo božanski avtoriteti skrivnosti Svete Trojice in utelešenja. 

## Dela
- 1682: Pensées diverses sur la comète de 1680
- 1684-1687: Nouvelles de la république des lettres
- 1686: Œuvres diverses (1,2 zvezek)
- 1687: Œuvres diverses (3 zvezek)
- 1688: Œuvres diverses (4 zvezek)
- 1690: Avis important aux refugies Dictionnaire Historique et Critique

## Citati
'Jaz sem dober protestant, in to v polnem pomenu besede, kajti iz dna srca, protestiram proti vsemu kar je izrečeno in vsemu, kar je narejeno.'
'Vem preveč, da bi bil skeptik in premalo, da bi bil dogmatik.'
'Čisto prava iluzija je misliti, da mnenje, ki se prenaša iz stoletja v stoletje in iz generacije v generacijo, ni popolnoma napačno.'
'Pravzaprav, so zgodovina samo kriminalna dejanja in nezgode človeške rase.'